# Таємниця магічних крил
«Таємниця магічних крил» (англ. Secret of the Wings) — комп'ютерний повнометражний анімаційний фільм, заснований на діснеївській франшизі про фей і створений компанією DisneyToon Studios. Четверта частина серії.

## Сюжет
Одного разу, зголосившись допомогти Фауні відвести тварин в Зимовий Ліс, Дінь-Дінь перетинає кордон між осінню і зимою. У цей момент крильця за її спиною несподівано починають іскритися. Фауна витягує подругу звідти, адже феям теплих пір року не можна заходити на територію Зимового Лісу (так само як і феям зими — до них), інакше їх крила зламаються, а феї без крил не зможуть літати. Вилікуватися від цього неможливо, як вважалося до цього.
Вирішивши з'ясувати, чому сяяли її крила, Дінь відправляється в бібліотеку. Але, на жаль, потрібна їй сторінка була з'їдена книжковим хробаком, і єдиний, хто може пояснити природу цього явища — Хранитель, який проживає в Зимовому Лісі. Тоді фея вирішується на відчайдушний крок: вона шиє собі теплу шубку і таємно вирушає у Зимовий Ліс. Крім причини сяйва, Дінь дізнається, що у неї є сестра на ім'я Барвінка, яка дуже схожа на неї.

## Ролі озвучували
| Персонаж         | Оригінал         | Український дубляж |
| ---------------- | ---------------- | ------------------ |
| Дінь-Дінь        | Мей Вітман       | Марина Локтіонова  |
| Барвінка         | Люсі Гейл        | Юлія Шаповал       |
| Лорд Мілорі      | Тімоті Далтон    | Юрій Гребельник    |
| Хранитель        | Джеф Беннетт     | Анатолій Пашнін    |
| Срібляночка      | Люсі Лью         | Анна Кузіна        |
| Ірідеса          | Рейвен-Сімоне    | Катерина Качан     |
| Розета           | Меґан Гілті      | Тетяна Пиріжок     |
| Відія            | Памела Едлон     | Світлана Шекера    |
| Фауна            | Анджела Бартіс   | Наталія Романько   |
| Слід             | Метт Лантер      | Дмитро Гаврилов    |
| Стріла           | Деббі Раян       | Катерина Буцька    |
| Іскра            | Ґрей ДеЛайл      | Анна Соболєва      |
| Бобл             | Роб Полсен       | Іван Розін         |
| Бряц             | Джеф Беннетт     | Сергій Солопай     |
| Фея Мері         | Джейн Горрокс    | Тетяна Антонова    |
| Лікарка          | Джоді Бенсон     | Людмила Ардельян   |
| Королева Кларіон | Анжеліка Г'юстон | Ольга Радчук       |

### Інформація про дубляж
Дубльовано студією «LeDoyen» на замовлення «Disney Character Voices International» у 2012 році.
- Переклад Тетяни Коробкової
- Режисер дубляжу — Анна Пащенко
- Музичний керівник — Іван Давиденко
- Переклад пісень Романа Дяченка
- Мікс-студія — Shepperton International
- Творчий консультант — Aleksandra Sadowska

Пісні:
- «Ми завжди там», «Ми як одне» — виконують Анна Сирбу та Валентина Лонська.
- «Ми як одне» (реприза) — виконує Валентина Лонська.

## Реліз
Версія Direct-to-DVD випущена на Blu-ray, Blu-ray 3D, DVD, а також для цифрового завантаження 23 жовтня 2012. Релізи на Blu-ray і Blu-ray 3D також містять як бонус короткометражний мультфільм «Змагання у долині фей» (англ. Pixie Hollow Games).3д

## Цікаві факти
- Спочатку на роль Барвінки планувалася Анна-Софія Робб, але вона відмовилася, I тоді на роль була обрана Люсі Гейл.